# Tour Bois-le-Prêtre
La tour Bois-le-Prêtre est un immeuble de grande hauteur parisien situé 6, rue Pierre-Rebière et 5-9, boulevard du Bois-le-Prêtre, dans le 17e arrondissement de Paris, porte Pouchet dominant le cimetière des Batignolles, en limite des communes de Clichy et Saint-Ouen. De 2009 à 2011, la tour est entièrement rénovée par un projet architectural particulièrement remarqué.

## Système constructif
La tour Bois-le-Prêtre, très similaire à la tour construite en 1957 par Raymond Lopez avec Eugène Beaudouin près du Tiergarten de Berlin, utilise un système constructif industriel développé pendant la reconstruction après la Seconde Guerre mondiale. Il est composé d'éléments préfabriqués assemblés sur une trame standardisée de voiles béton de 16 cm d'épaisseur » et planchers béton de 26 cm d’épaisseur pour 7,20 m de portée.

## Histoire
Construite entre 1959 et 1961 par l'architecte Raymond Lopez pour l'OPHLM de la ville de Paris, la tour Bois-le-Prêtre est la première tour construite dans le cadre de l'urbanisation de la zone, au nord des 17e et 18e arrondissements (entre les boulevards des Maréchaux et le boulevard périphérique, inexistant à l'époque), à la suite d'une enquête immobilière menée par Raymond Lopez en 1954. Cette étude avait pour objectifs de :
1. découvrir les derniers terrains libres de Paris ;
2. déterminer les zones où il est souhaitable de construire ;
3. rechercher des terrains inoccupés ou très mal occupés et y prévoir les premières opérations.

La tour a été rénovée en 1990 par le bureau d'études techniques TECTEAM, dans le cadre de la campagne de mise aux normes et de rénovation entreprise par l'OPAC. Cette campagne de travaux comprend : isolation par l'extérieur, chauffage, réfection des façades, etc.
En mars 2002, la ville de Paris décide, dans le cadre du grand projet de renouvellement urbain, la destruction de la tour Borel située trop près du périphérique et d'un tiers de la barre Borel, et la rénovation de la tour Bois-le-Prêtre après avoir envisagé sa démolition. Un concours est alors lancé en 2005 auquel participent entre autres Philippe Madec, Roland Castro, Dominique Perrault. L'équipe d'architectes lauréate est composée de Frédéric Druot (mandataire), Anne Lacaton et Jean-Philippe Vassal qui remporte en novembre 2011, l'Équerre d'argent pour cette réalisation qui fut saluée également à l'étranger.
La transformation consiste en le remplacement des façades par un jardin d'hiver et un balcon, qui participent à réduire la consommation d'énergie sans augmentation du loyer. La rénovation en site occupé de cette tour a démontré qu'il est possible de restructurer des grands ensembles sans passer par la démolition/reconstruction, cycle qui implique des coûts supplémentaires et le déplacement des habitants. Le coût de l'ensemble du projet de réhabilitation a été d'environ 12 millions d'euros pour 20 millions d'euros estimés pour une destruction/reconstruction.

## Intégration dans le quartier
Depuis décembre 2017, la tour est longée par la rue Andrée-Putman.

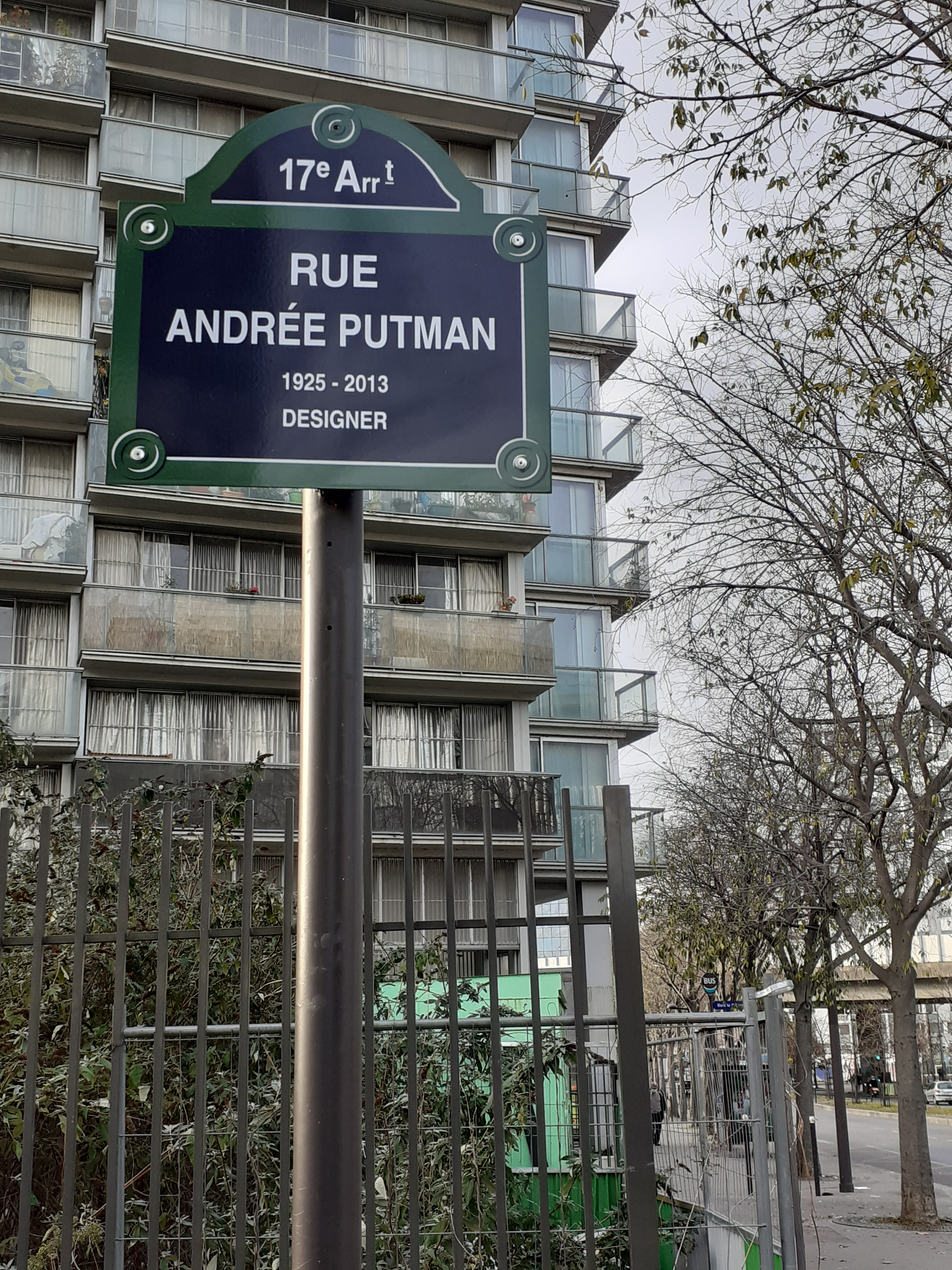
La rue Andrée-Putman, avec la tour réhabilitée en arrière-plan.

Depuis novembre 2020, elle surplombe également le nouveau Jardin Hans-et-Sophie-Scholl.

## Accès
Ce site est desservi par les stations de métro Porte de Clichy et Porte de Saint-Ouen, ainsi que par la ligne 3b du tramway d'Île-de-France.